# San Pedro del Romeral
San Pedro del Romeral är en kommun i Spanien. Den ligger i den autonoma regionen Kantabrien i norra delen av landet, 300 km norr om huvudstaden Madrid. Antalet invånare är 432 (2024).